# Деррик
«Деррик» (нем. Derrick) — немецкий детективный телесериал с Хорстом Таппертом и Фрицем Веппером в главных ролях. Сериал выходил один раз в месяц (сначала по воскресеньям, а с 1978 года — по пятницам) на телеканале ZDF, с 1974 по 1998 год. Сериал транслировался более чем в ста странах мира, в том числе и в России.

## Сюжет
Инспектор мюнхенской полиции Штефан Деррик вместе со своим напарником Харри Кляйном расследуют убийства и другие преступления, произошедшие в городе. Деррик принципиально отказывается от жёстких методов следствия, несмотря на это он уверенно чувствует себя в любой обстановке, будь то воровской мир или высшие эшелоны власти.

## В главных ролях
- Хорст Тапперт — инспектор Штефан Деррик
- Фриц Веппер — инспектор Харри Кляйн
- Вилли Шефер — Бергер
- Герхард Борман — Эхтердинг
- Гюнтер Штолль — Шрёдер
- Клаус Рихт — Липперт